# Free Style
Free Style è un film del 2008 diretto da William Dear.

## Trama
Cale Bryant è un ragazzo di 18 anni appena compiuti. Ha sempre seguito le scelte chiestegli dalla famiglia, ma da quando è piccolo cova in gran segreto una passione, debuttare nel mondo del motocross. Ora che è adulto decide di scegliere il suo futuro per una volta indipendentemente, ad aiutarlo a diventare un campione trova l'appoggio dei genitori e della sua fidanzata. Dopo duri allenamenti, Cale, decide di iscriversi al Campionato Nazionale per amatori di motocross, convinto di poterlo vincere.

## Distribuzione
| Date di pubblicazione internazionali | Date di pubblicazione internazionali | Date di pubblicazione internazionali |
| Paese                                | Titolo film                          | Date                                 |
| ------------------------------------ | ------------------------------------ | ------------------------------------ |
| Messico                              | Free Style                           | 24 dicembre 2008                     |
| Stati Uniti d'America                | Free Style                           | 6 febbraio 2009                      |
| Argentina                            | Free Style                           | 19 febbraio 2009                     |
| Brasile                              | Na Trilha da Vitoria.                | 20 marzo 2009                        |